# Dimitrios Voulgaris

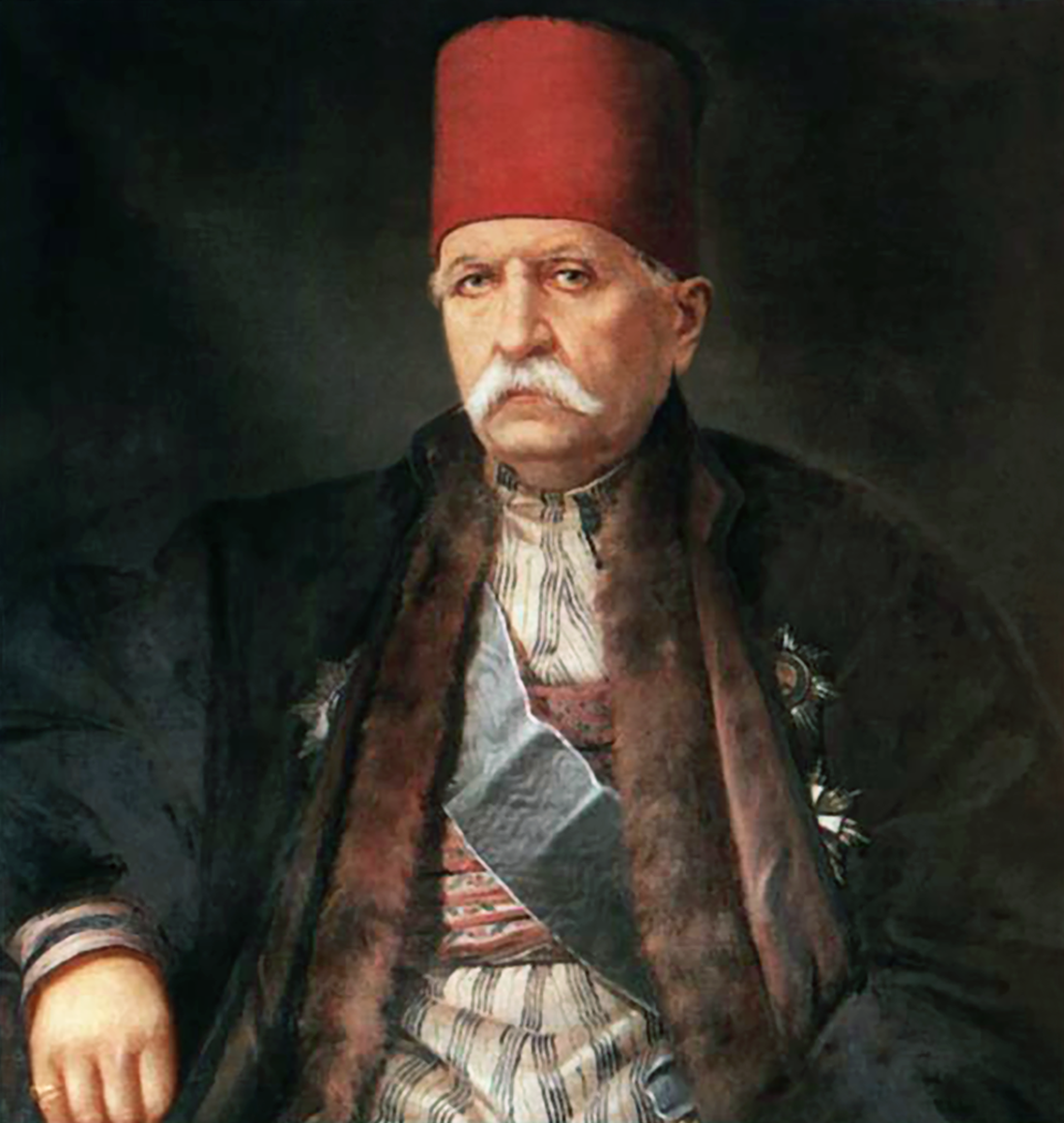
Dimitrios Voulgaris.

Dimitrios Voulgaris (Grieks: Δημήτριος Βούλγαρης) (Hydra, 20 december 1802 - Athene, 10 januari 1878) was een Grieks onafhankelijkheidsstrijder, politicus en vele malen premier van Griekenland.

## Biografie
In 1821 koos hij de kant van de rebellen tijdens de Griekse Onafhankelijkheidsoorlog. Hij nam deel aan de zeeslagen tegen het Ottomaanse Rijk.
Nadat de Griekse regering in 1827 de onafhankelijkheid had uitgeroepen, werd hij lid van de Nationale Vergadering. Hij was er een bittere tegenstander van de toenmalige gouverneur Ioannis Kapodistrias, die op 9 oktober 1831 vermoord werd. Later werd hij voor lange tijd burgemeester van Hydra.
Wegens het dragen van typische kleding in de Ottomaanse stijl, kreeg hij de bijnaam "Tsoumpes".
Zijn politieke loopbaan begon toen hij in 1843 tot senator werd verkozen. In 1847 werd hij minister van Marine in de regering van Kitsos Tzavelas.
In 1855 werd voor de eerste keer tot premier benoemd door koning Otto I van Griekenland tijdens de Krimoorlog. Hij behield het mandaat tot 1857.
In oktober 1862 was hij betrokken bij de staatsgreep die koning Otto afzette. Daarna werd hij premier in een Voorlopige regering (1862-1863).
Later werd Voulgaris nog zes keer premier van Griekenland (1863-1864, 1865, 1866, 1868-1869, 1872, 1874-1875)
Zijn bewind werd gekenmerkt door corruptie. Uiteindelijk leidde dit tot een tegen koning George I gericht manifest: in 1874 publiceerde zijn vroegere minister van Buitenlandse Zaken Charilaos Trikoupis in zijn dagblad een manifest "Wie is de schuldige?", waarin hij de koning de vinger wees. Dit leidde tot Voulgaris' ontslag.
Hiermee eindigde zijn politieke carrière. Hij stierf in 1878 na een langdurige ziekte.
- Gemeinsame Normdatei: 108231692X
- International Standard Name Identifier: 0000 0000 7109 4551
- Library of Congress Control Number: n2009060843
- Virtual International Authority File: 100689488